# Резолюція Генеральної Асамблеї ООН 3 (I)

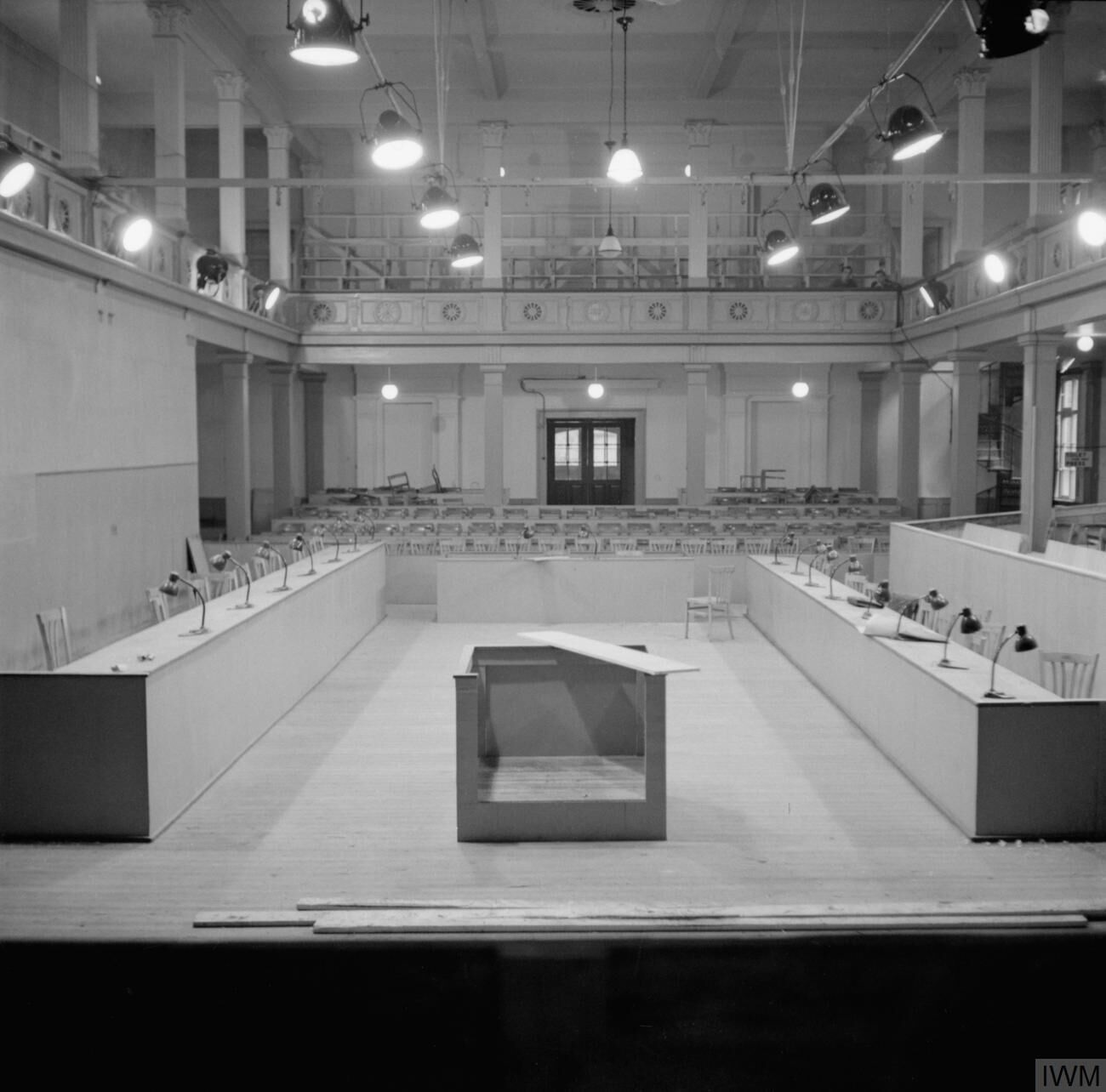
Гімнастична зала у Люнебурзі 7 вересня 1945 року, за 10 днів до початку в ній Бельзенский процесс

Резолю́ція Генера́льної Асамбле́ї ООН 3 (I) «Ви́дача та покара́ння воє́нних злочи́нців» — резолюція, яка закликає уряди держав вжити заходів для арешту та екстрадиції воєнних злочинців (часів Другої світової війни) в держави, де вони скоїли свої злочини для суду та покарання згідно з національним законодавством. Ухвалена 13 лютого 1946 року без голосування під час 32-го пленарного засідання Генеральної Асамблеї.